# Classe Chang Bogo
Les sous-marins d'attaque à propulsion classique de la classe Chang Bogo sont des sous-marins de conception allemande (Type 209) utilisés et construits en Corée du Sud et en Indonésie. 

## Caractéristiques
Ils remplissent des missions de combat en haute mer et de lutte ASM dans un environnement en eaux dites « bleues » et « grises vertes ».
Leurs systèmes de combat se composent de missiles anti-navires AGM-84 Harpoon, de torpilles de 533 mm, de mines ainsi que de missiles de défense rapprochée.
Les trois unités construites pour la Marine indonésienne ne semblent pas, début 2022, opérationnelles.

## Navires de la classe

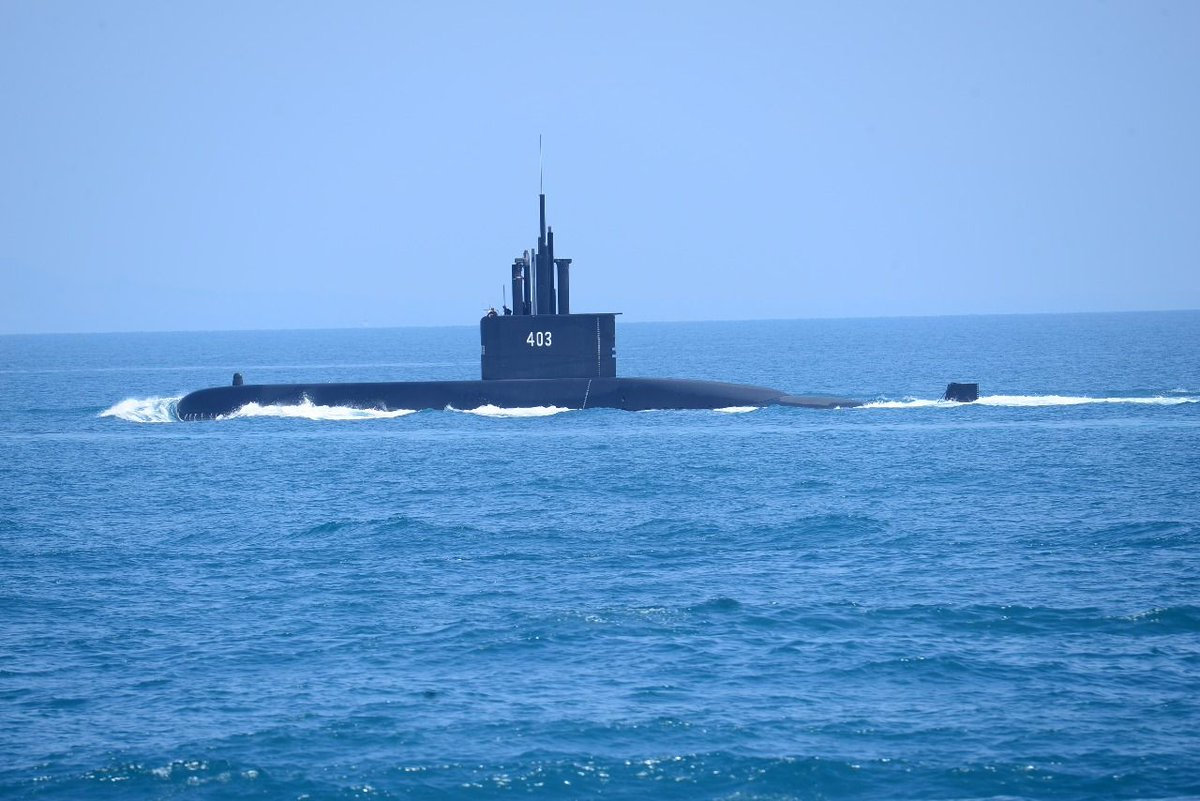
Le KRI Nagapasa (403) de la Marine indonésienne

| Pays         | Type                                  | Pennant number | Nom              | Commissionné    |
| ------------ | ------------------------------------- | -------------- | ---------------- | --------------- |
| Corée du Sud |                                       | SS-061         | ROKS Chang Bogo  | 1993            |
| Corée du Sud |                                       | SS-062         | ROKS Yi Cheon    | 1994            |
| Corée du Sud |                                       | SS-063         | ROKS Choe Museon | 1996            |
| Corée du Sud |                                       | SS-065         | ROKS Park Wi     | 1996            |
| Corée du Sud |                                       | SS-066         | ROKS Lee Jongmoo | 1996            |
| Corée du Sud |                                       | SS-067         | ROKS Jung Woon   | 1998            |
| Corée du Sud |                                       | SS-068         | ROKS Yi Sun-sin  | 2000            |
| Corée du Sud |                                       | SS-069         | ROKS Na Dae-yong | 2000            |
| Corée du Sud |                                       | SS-071         | ROKS Yi Eokgi    | 2001            |
| Indonésie    | Classe Nagapasa (Chang Bogo amélioré) | 403            | KRI Nagapasa     | 2 août 2017     |
| Indonésie    | Classe Nagapasa                       | 404            | KRI Ardadedali   | 25 octobre 2018 |
| Indonésie    | Classe Nagapasa                       | 405            | KRI Alugoro      | 6 octobre 2021  |